# Funkcijska vrsta
Funkcijska vrsta je vrsta, katere členi so funkcije. 

## Konvergenca
Funkcijska vrsta konvergira (je definirana) za tiste vrednosti x, za katere konvergira temu x pripadajoča številska vrsta.
ZgledFunkcijska vrsta {\displaystyle 1+{\frac {1}{x}}+{\frac {1}{x^{2}}}+\ldots \,} konvergira  pri {\displaystyle x=2\,}, saj konvergira vrsta {\displaystyle 1+{\frac {1}{2}}+{\frac {1}{4}}+\ldots \,} in divergira (ni definirana) npr. za {\displaystyle {\frac {1}{3}}\,}, saj številsta vrsta {\displaystyle 1+3+9+\ldots \,} divergira.

### Enakomerna konvergenca funkcijske vrste
Funkcijska vrsta konvergira enakomerno na intervalu {\displaystyle [a,b]\,}, če za vsak {\displaystyle \epsilon \ >0\,} obstaja tak {\displaystyle n\,}, da je {\displaystyle |S_{n}(x)-S_{p}(x)|<\epsilon \,} za vsak {\displaystyle x\in \left[a,b\right]\,}. {\displaystyle S_{n}(x)=u_{1}(x)+u_{2}(x)+\ldots +u_{n}(x)\,}. Ta pogoj se imenuje Cauchyev pogoj za enakomerno konvergentne vrste.